# Akera thompsoni
Akera thompsoni är en snäckart som beskrevs av Olsson och McGinty 1951. Akera thompsoni ingår i släktet Akera och familjen Akeridae. Inga underarter finns listade i Catalogue of Life.